# ザ・ファイ・ロウ・ベッドウ EP
『ザ・ファイ・ロウ・ベッドウ EP』(The Fi-Lo Beddow EP)はイギリスのロックバンド、ブルートーンズのフロントマンであるマーク・モリスのEP。Townsend Recordsによる通販限定販売である。
2004年からソロ活動を続けてきたマークの初のソロ作品で、Fi-Lo Beddow名義での唯一のリリース作品となった。マークはボーカルとギター、ブルートーンズの『ルクセンブルク』をプロデュースしたゴードン・ミルズがベースとドラムスをそれぞれ担当しており、ブルートーンズのメンバーのアダム・デヴリンも5曲目のギターソロにゲスト参加している。
2008年発表の『メモリー・マッスル』に全曲再録されて収録されている。ちなみに、このEPはアルバム発売にあわせて入手不可となっている。

## 収録曲
1. レモン・アンド・ライム / Lemon & Lime
2. アンウォンテッド・フレンド / Unwanted Friend
3. アイム・シック / I'm Sick
4. ビエンベニード / Bienvenido
5. バックル・アップ・ベイビー・ドール / Buckle Up, Baby Doll